# العلاقات اليمنية المالية
العلاقات اليمنية المالية هي العلاقات الثنائية التي تجمع بين اليمن ومالي.

## مقارنة بين البلدين
هذه مقارنة عامة ومرجعية للدولتين:
| وجه المقارنة                                              | اليمن         | مالي            |
| --------------------------------------------------------- | ------------- | --------------- |
| المساحة (كم2)                                             | 555.00 ألف    | 1.24 مليون      |
| عدد السكان (نسمة)                                         | 28.25 مليون   | 18.54 مليون     |
| الكثافة السكانية (ن./كم²)                                 | 50.9          | 14.95           |
| العاصمة                                                   | صنعاء، عدن    | باماكو          |
| اللغة الرسمية                                             | اللغة العربية | لغة فرنسية      |
| العملة                                                    | ريال يمني     | فرنك غرب أفريقي |
| الناتج المحلي الإجمالي (بليون دولار)                      | 18.21 مليار   | 15.29 مليار     |
| الناتج المحلي الإجمالي (تعادل القوة الشرائية) بليون دولار | 75.69 مليار   | 35.69 مليار     |
| الناتج المحلي الإجمالي الاسمي للفرد دولار أمريكي          | 1.41 ألف      | 724             |
| الناتج المحلي الإجمالي للفرد دولار أمريكي                 |               | 1.60 ألف        |
| مؤشر التنمية البشرية                                      | 0.498         | 0.419           |
| رمز المكالمات الدولي                                      | +967          | +223            |
| رمز الإنترنت                                              | .ye           | .ml             |
| المنطقة الزمنية                                           | ت ع م+03:00   | 00              |

## منظمات دولية مشتركة
يشترك البلدان في عضوية مجموعة من المنظمات الدولية، منها:
| علم المنظمة | اسم المنظمة                                                | تاريخ انضمام اليمن | تاريخ انضمام مالي |
| ----------- | ---------------------------------------------------------- | ------------------ | ----------------- |
|             | مؤسسة التنمية الدولية                                      | 22 مايو 1970       | 27 سبتمبر 1963    |
|             | الأمم المتحدة                                              | 30 سبتمبر 1947     | 28 سبتمبر 1960    |
|             | العملية المشتركة للاتحاد الأفريقي والأمم المتحدة في دارفور | ?                  | ?                 |
|             | منظمة التعاون الإسلامي                                     | ?                  | ?                 |
|             | منظمة الشرطة الجنائية الدولية                              | ?                  | ?                 |
|             | المركز الدولي لتسوية المنازعات الاستشارية                  | 20 نوفمبر 2004     | 2 فبراير 1978     |
|             | الاتحاد الدولي للاتصالات                                   | 1931               | 21 أكتوبر 1960    |
|             | البنك الدولي للإنشاء والتعمير                              | 3 أكتوبر 1969      | 27 سبتمبر 1963    |
|             | الاتحاد البريدي العالمي                                    | ?                  | ?                 |
|             | منظمة حظر الأسلحة الكيميائية                               | ?                  | ?                 |
|             | مؤسسة التمويل الدولية                                      | 22 مايو 1970       | 9 مايو 1978       |
|             | وكالة ضمان الاستثمار متعدد الأطراف                         | 12 مارس 1996       | 22 أكتوبر 1992    |
|             | يونسكو                                                     | 2 أبريل 1962       | 7 نوفمبر 1960     |